# Jan May
Jan May (Landau in der Pfalz, 11 de junio de 1995) es un deportista alemán que compite en ciclismo en la modalidad de pista. Ganó una medalla de bronce en el Campeonato Europeo de Ciclismo en Pista de 2016, en la prueba de velocidad por equipos.

## Medallero internacional
| Campeonato Europeo | Campeonato Europeo      | Campeonato Europeo | Campeonato Europeo    |
| Año                | Lugar                   | Medalla            | Competición           |
| ------------------ | ----------------------- | ------------------ | --------------------- |
| 2016               | Saint-Quentin (Francia) | Medalla de bronce  | Velocidad por equipos |